# Franz Verhas
Franz Verhas (Dendermonde, 1827 – Schaarbeek, 1897) was een Belgisch kunstschilder, net als zijn broer Jan. Allebei genoten ze in het laatste deel van de 19e eeuw ruime bekendheid omwille van hun taferelen uit het dagelijkse leven.
Verhas studeerde aan de Koninklijke Academie voor Schone Kunsten van Dendermonde en aan de Koninklijke Academie voor Schone Kunsten van Antwerpen. Zijn schilderstijl verwijst naar de internationaal bekende Alfred Stevens met aandacht in het schilderij De leeuw (zie afbeelding) voor het verglijdend licht en de manier waarop hij het stof in het kleed van de vrouw schildert.
Dame in kimono van Franz Verhas wordt tentoongesteld in het Chimei Museum in Taiwan.

## Galerij

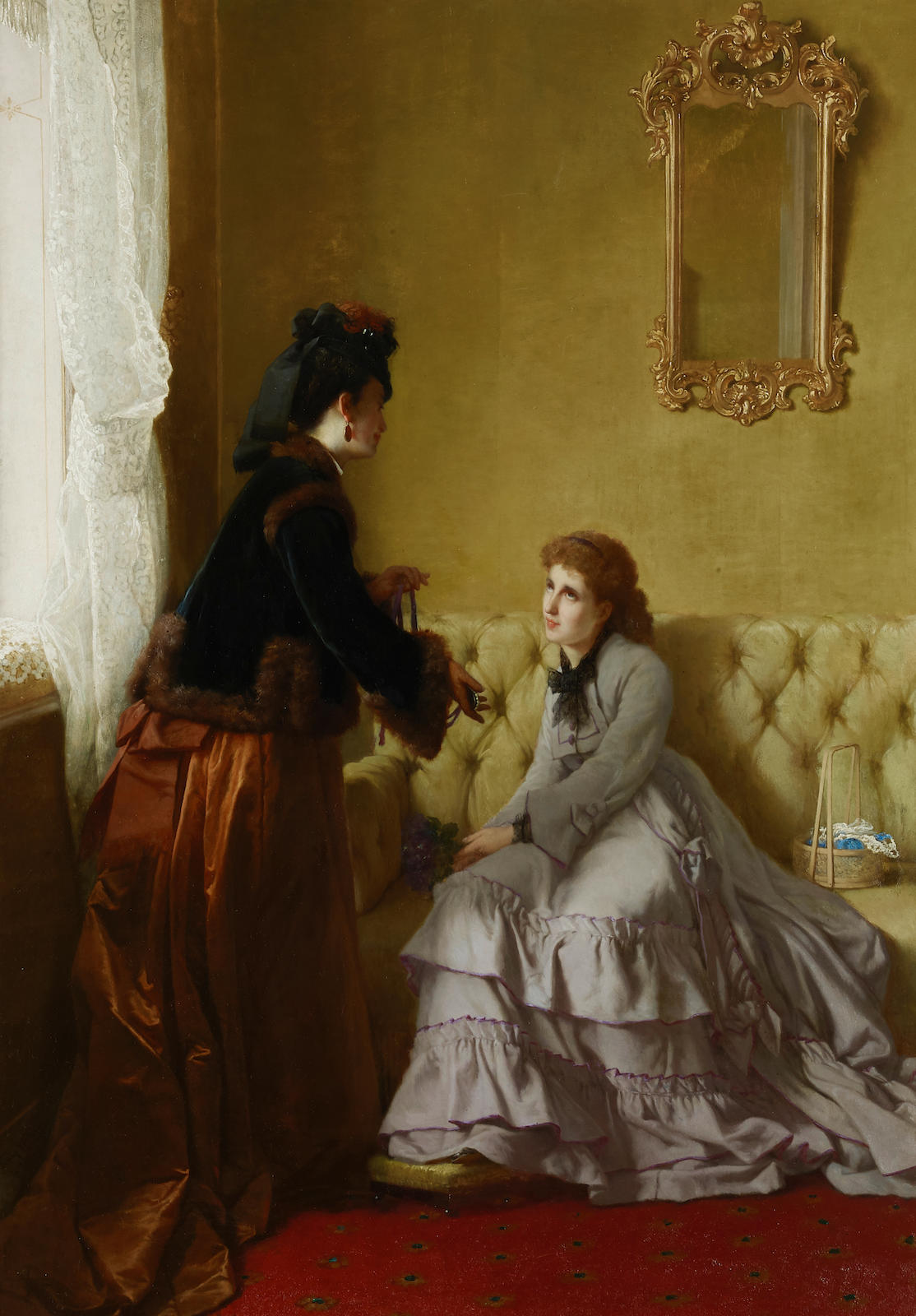
Het onverwachte geschenk (1872)
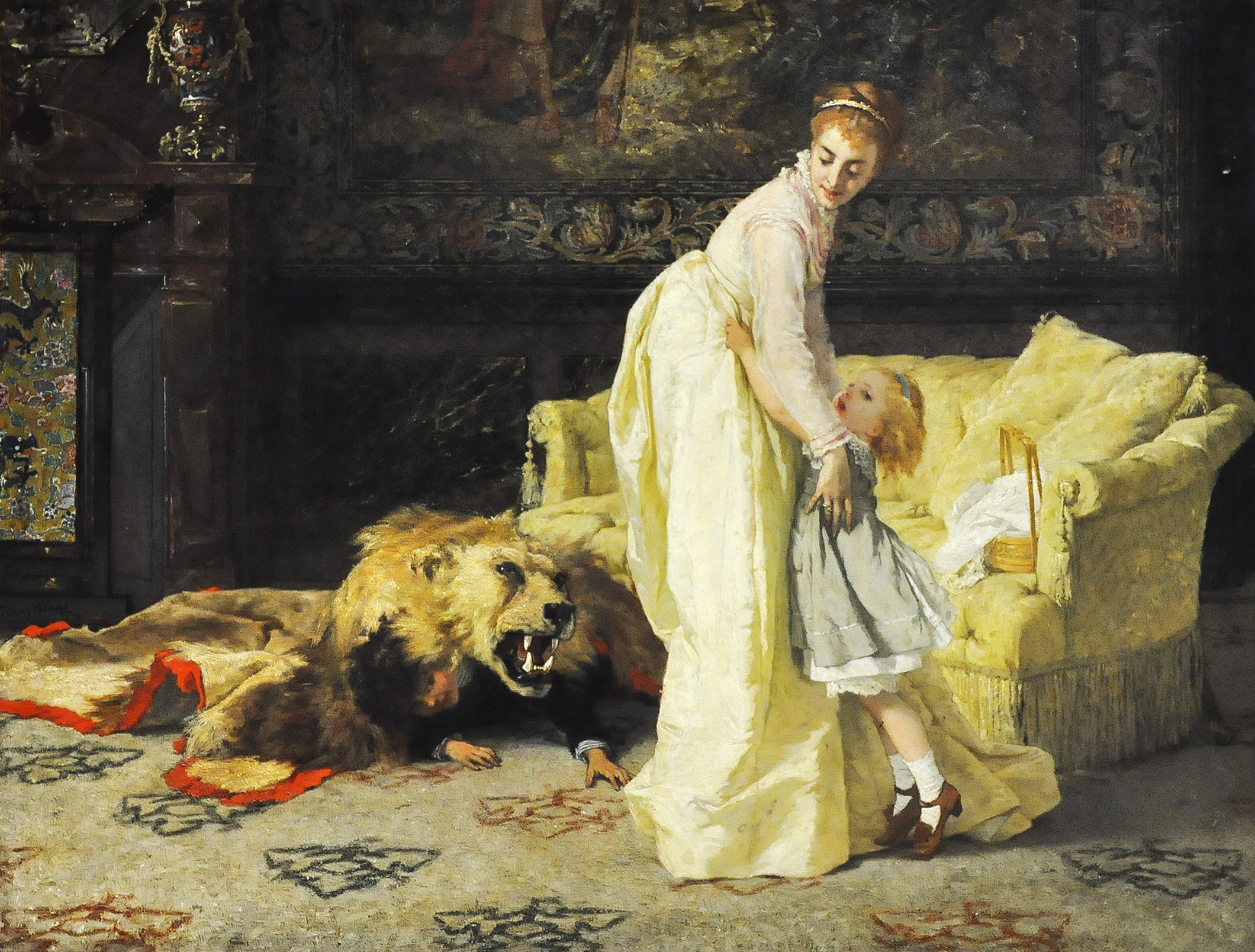
De leeuw (1874) in het Museum voor Schone Kunsten (Gent)

- RKD-Nederlands Instituut voor Kunstgeschiedenis: 80280
- Union List of Artist Names: 500111929
- Virtual International Authority File: 96521746